# Agelastica orientalis
Agelastica orientalis es una especie decoleóptero de la familia Chrysomelidae. Fue descrita en 1878 por Baly.